# Сент Назианз (Висконсин)
Сент Назианз (енгл. St. Nazianz) град је у америчкој савезној држави Висконсин.

## Демографија
По попису из 2010. године број становника је 783, што је 34 (4,5%) становника више него 2000. године.
| Група             | 2000.       | 2010.       |
| Белци             | 716 (95,6%) | 756 (96,6%) |
| Афроамериканци    | 1 (0,1%)    | 0 (0,0%)    |
| Азијати           | 1 (0,1%)    | 9 (1,1%)    |
| Хиспаноамериканци | 17 (2,3%)   | 13 (1,7%)   |
| Укупно            | 749         | 783         |